# Abisai Josue García-Mendoza
Pour les articles homonymes, voir Garcia-Mendoza.
Abisai Josue Garcia-Mendoza (né en 1955) est un universitaire et botaniste mexicain , qui a beaucoup travaillé a l'Herbarium national de Mexico, et au Département de Botanique, de l'Institute de Biologie, de l'Université Nationale Autonome de Mexico (UNAM) .

## Domaine d'étude
Abisaí Josué García Mendoza est un éminent spécialiste des AGAVES.
Conservateur de la Collection Nationale d'Agaves au Mexique, et spécialiste de la Taxonomie des Agavaceae au niveau national , son travail a servi de base à l'élaboration de la liste complète des espèces d'Agavaceae (ou plutôt, en APG III, dans la famille des Asparagaceae, et plus particulièrement la sous-famille des Agavoideae). Des plantes vivantes de la collection nationale des agavacées et des spécimens d'herbier ont permis de décrire 14 nouvelles espèces d'agavacées. Au niveau international, le Dr García collabore avec le programme des jardins botaniques de Kew sur «Word Checklist of Selected Plants»,(World Checklist of Selected Plant Families (WCSP) (28 mai 2020)) pour contribuer à ces listes des espèces végétales dans le monde.

## Quelques publications
- 1999. Flore de la vallée de Tehuacán-Cuicatlán: fascicule 26. Calochortaceae Dumort. Calochortaceae Dumort . Ed. UNAM.  (ISBN 9683670709) . 13 pp. en ligne

### Livres
- 1983. Étude écologique et floristique d'une partie de la Sierra de Tamazulapan, district de Teposcolula, Oaxaca, Mexique . Ed. UNAM. 224 pp.
- 1987. Monographie du genre Beschorneria Kunth Agavaceae . Ed. UNAM. 262 pp.
- 1993. elia Herrera, abisai García-Mendoza, edelmira Linares . Annuaire des jardins botaniques du Mexique . Vol.1 de la publication spéciale. 63 pp.  (ISBN 9687313005)
- 2004. abisaí j. García-Mendoza, María de Jesús Ordóñez Díaz, Miguel Briones-Salas . Biodiversité d'Oaxaca . Ed. UNAM. 605 pp.  (ISBN 9703220452) ligne

## Quelques noms publiés par García-Mend. et ses collègues
- Beschorneria septentrionalis García-Mend.           (1988).
- Calochortus balsensis García-Mend.           (1991).
- Costus dirzoi García-Mend. & Ibarra-Manr. (1991).
- Agave isthmensis García-Mend. & F.Palma      (1993).
- Agave gracilis García-Mend. & E.Martínez   (1998).
- Yucca mixtecana García-Mend.	              (1998)[2].
- Furcraea martinezii García-Mend. & L.de la Rosa (2000).
- Furcraea parmentieri (Roezl) García-Mend. 	   (2000).
- Agave nuusaviorum García-Mend.                (2010).
- Hechtia oaxacana Burt-Utley, Utley & García-Mend. (2011)[3].
- Agave kavandivi García-Mend. & C.Chávez          (2013)[4].
- Zephyranthes alba Flagg, G.Lom.Sm. & García-Mend.  (2019)[5].
- Mixtecalia teitaensis Redonda-Mart., García-Mend. & D.Sandoval	(2020)[6].

(liste incomplète) 

## Publication d’une espèce en son honneur
- Agave garciae-mendozae Galván & L. Hern.